# 菌落形成單位

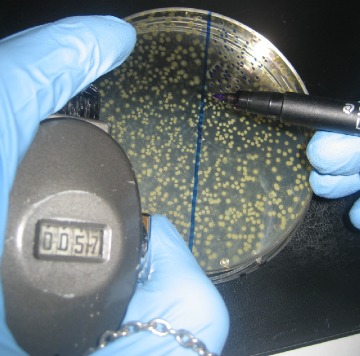
传统上计算CFU的方式是使用笔和计数器，当菌落数过多时，一般只计算培养皿某个区域中的菌落数

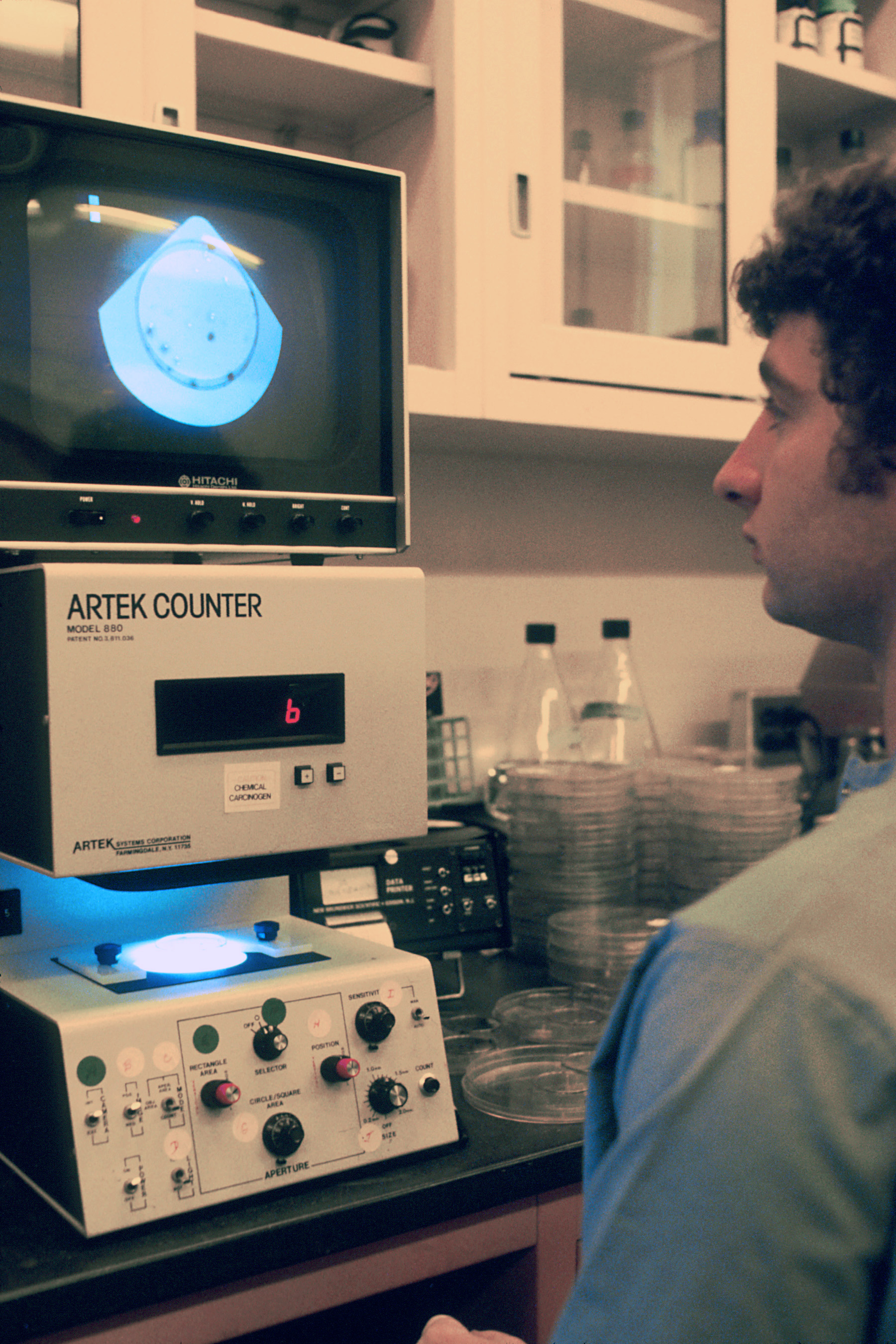
使用图像处理技术自动计算菌落数

菌落形成單位（CFU）是計算細菌數量的一種方法，其值越高表示樣品中所含的細菌越多。菌落形成單位的計量方式與一般的計數方式不同，一般直接在顯微鏡下計算細菌數量會將活與死的細菌全部算入，但是CFU只計算活的細菌。計算的方式是將一份樣本平均地抹在琼脂培養基上，等待菌落生成，再計算形成的菌落數目。菌落形成單位並不是一個非常精準的計算方式，但亦是市面上益生菌產品對其產品效力的一個計量單位（例如：5B CFU/30B CFU/100B CFU）。